# 63. National Hockey League All-Star Game
Das 63. National Hockey League All-Star Game fand am 28. Januar 2018 in der Amalie Arena in Tampa im US-Bundesstaat Florida statt. Gastgeber waren die Tampa Bay Lightning, die das All-Star Game somit zum zweiten Mal nach 1999 austrugen. Das Team der Pacific Division gewann das im Turnierformat ausgetragene All-Star Game und stellte darüber hinaus in Person von Brock Boeser den wertvollsten Spieler.

## Modus
Im Vorfeld des NHL All-Star Games wurden vier Mannschaften gebildet, die jeweils nur aus Spielern einer Division bestehen. Dabei wurde jeweils ein Spieler jeder Division mittels einer Fan-Abstimmung ausgewählt, der zugleich als Mannschaftskapitän fungiert. In dieser Abstimmung setzten sich Steven Stamkos, Alexander Owetschkin, P. K. Subban und Connor McDavid durch. Die weiteren zehn Spieler der elf Mann starken Kader (sechs Stürmer, drei Verteidiger, zwei Torhüter) wurden direkt von der NHL bestimmt, wobei jedes der 31 Franchises mit mindestens einem Akteur vertreten ist. Als Teamchefs wurden automatisch die Trainer nominiert, die mit ihren Mannschaften den besten Punkteschnitt in der jeweiligen Division aufweisen (Stichtag 6. Januar 2018).
Wie im Vorjahr traten in den zwei Halbfinals die jeweiligen Divisionen einer Conference gegeneinander an und ermittelten so die beiden Finalteilnehmer. Jedes der drei Spiele wurde dabei im 3-gegen-3-Modus über jeweils 20 Minuten Spielzeit ausgetragen. Hätte es nach regulärer Spielzeit unentschieden gestanden, wäre direkt ein Shootout gefolgt.
Wie bereits in den Austragungen zuvor wurde auch dieses Jahr am Tag vor dem eigentlichen All-Star Game die NHL All-Star Skills Competition veranstaltet, bei denen die Spieler in einzelnen Wettbewerben gegeneinander antraten.

## Mannschaften
Abkürzungen:
Nat. = Nationalität; Pos. = Position mit C = Center, LW = linker Flügel, RW = rechter Flügel, D = Verteidiger, G = Torwart
Legende:
* – Spieler, die nachträglich als Ersatz nominiert wurden
(R) – Rookies
| #           | Nat.               | Spieler            | Pos. | Team                  |
| Torhüter    |                    |                    |      |                       |
| 31          | Kanada             | Carey Price        | G    | Canadiens de Montréal |
| 88          | Russland           | Andrei Wassilewski | G    | Tampa Bay Lightning   |
| Verteidiger |                    |                    |      |                       |
| 25          | Kanada             | Mike Green         | D    | Detroit Red Wings     |
| 65          | Schweden           | Erik Karlsson      | D    | Ottawa Senators       |
| Angreifer   |                    |                    |      |                       |
| 15          | Vereinigte Staaten | Jack Eichel        | C    | Buffalo Sabres        |
| 16          | Finnland           | Aleksander Barkov  | C    | Florida Panthers      |
| 21          | Kanada             | Brayden Point*     | C    | Tampa Bay Lightning   |
| 34          | Vereinigte Staaten | Auston Matthews    | C    | Toronto Maple Leafs   |
| 63          | Kanada             | Brad Marchand      | LW   | Boston Bruins         |
| 86          | Russland           | Nikita Kutscherow  | RW   | Tampa Bay Lightning   |
| 91          | Kanada             | Steven Stamkos – C | C    | Tampa Bay Lightning   |

| #           | Nat.               | Spieler                  | Pos. | Team                  |
| Torhüter    |                    |                          |      |                       |
| 30          | Schweden           | Henrik Lundqvist         | G    | New York Rangers      |
| 70          | Kanada             | Braden Holtby            | G    | Washington Capitals   |
| Verteidiger |                    |                          |      |                       |
| 5           | Vereinigte Staaten | Noah Hanifin             | D    | Carolina Hurricanes   |
| 8           | Vereinigte Staaten | Zach Werenski*           | D    | Columbus Blue Jackets |
| 58          | Kanada             | Kris Letang              | D    | Pittsburgh Penguins   |
| Angreifer   |                    |                          |      |                       |
| 8           | Russland           | Alexander Owetschkin – C | LW   | Washington Capitals   |
| 11          | Vereinigte Staaten | Brian Boyle*             | C    | New Jersey Devils     |
| 12          | Kanada             | Josh Bailey              | RW   | New York Islanders    |
| 28          | Kanada             | Claude Giroux            | C    | Philadelphia Flyers   |
| 87          | Kanada             | Sidney Crosby            | C    | Pittsburgh Penguins   |
| 91          | Kanada             | John Tavares             | C    | New York Islanders    |

| #           | Nat.               | Spieler           | Pos. | Team                |
| Torhüter    |                    |                   |      |                     |
| 35          | Finnland           | Pekka Rinne       | G    | Nashville Predators |
| 37          | Vereinigte Staaten | Connor Hellebuyck | G    | Winnipeg Jets       |
| Verteidiger |                    |                   |      |                     |
| 3           | Schweden           | John Klingberg    | D    | Dallas Stars        |
| 27          | Kanada             | Alex Pietrangelo  | D    | St. Louis Blues     |
| 76          | Kanada             | P. K. Subban – C  | D    | Nashville Predators |
| Angreifer   |                    |                   |      |                     |
| 10          | Kanada             | Brayden Schenn    | C    | St. Louis Blues     |
| 12          | Kanada             | Eric Staal        | C    | Minnesota Wild      |
| 26          | Vereinigte Staaten | Blake Wheeler     | RW   | Winnipeg Jets       |
| 29          | Kanada             | Nathan MacKinnon  | C    | Colorado Avalanche  |
| 88          | Vereinigte Staaten | Patrick Kane      | RW   | Chicago Blackhawks  |
| 91          | Kanada             | Tyler Seguin      | C    | Dallas Stars        |

| #           | Nat.               | Spieler              | Pos. | Team                 |
| Torhüter    |                    |                      |      |                      |
| 29          | Kanada             | Marc-André Fleury    | G    | Vegas Golden Knights |
| 41          | Kanada             | Mike Smith*          | G    | Calgary Flames       |
| Verteidiger |                    |                      |      |                      |
| 8           | Kanada             | Drew Doughty         | D    | Los Angeles Kings    |
| 23          | Schweden           | Oliver Ekman Larsson | D    | Arizona Coyotes      |
| 88          | Kanada             | Brent Burns          | D    | San Jose Sharks      |
| Angreifer   |                    |                      |      |                      |
| 6           | Vereinigte Staaten | Brock Boeser (R)     | RW   | Vancouver Canucks    |
| 11          | Slowenien          | Anže Kopitar         | C    | Los Angeles Kings    |
| 13          | Vereinigte Staaten | Johnny Gaudreau      | LW   | Calgary Flames       |
| 18          | Kanada             | James Neal           | LW   | Vegas Golden Knights |
| 67          | Schweden           | Rickard Rakell       | RW   | Anaheim Ducks        |
| 97          | Kanada             | Connor McDavid – C   | C    | Edmonton Oilers      |

### Nachnominierte Spieler
Vier Spieler wurden ursprünglich für das All-Star Game nominiert, nahmen in der Folge jedoch verletzungsbedingt nicht teil. Da für den Verteidiger Hedman der Angreifer Point nachnominiert wurde, bestritt die Atlantic Division das All-Star Game mit nur zwei Abwehrspielern.
| Nat.               | Name           | Team                  | Pos. | Ersatz        |
| Schweden           | Victor Hedman  | Tampa Bay Lightning   | D    | Brayden Point |
| Vereinigte Staaten | Jonathan Quick | Los Angeles Kings     | G    | Mike Smith    |
| Kanada             | Taylor Hall    | New Jersey Devils     | LW   | Brian Boyle   |
| Vereinigte Staaten | Seth Jones     | Columbus Blue Jackets | D    | Zach Werenski |

## Spielplan
|  | Halbfinale            | Halbfinale |                  |                   | Finale | Finale |
|  |                       |            |                  |                   |        |        |
|  |                       |            |                  |                   |        |        |
|  | Central Division      | 2          |                  |                   |        |        |
|  | Pacific Division      | 5          |                  |                   |        |        |
|  |                       |            | Pacific Division | 5                 |        |        |
|  |                       |            |                  | Atlantic Division | 2      |        |
|  | Metropolitan Division | 4          |                  |                   |        |        |
|  | Atlantic Division     | 7          |                  |                   |        |        |
|  |                       |            |                  |                   |        |        |

### Halbfinale
| 28. Januar 2018 16:00 Uhr (Ortszeit) | Team Central Nathan MacKinnon (1:47) P. K. Subban (17:29) | 2:5 (1:0, 1:5) Spielbericht | Team Pacific Drew Doughty (14:13) James Neal (16:57) Brock Boeser (18:14) Brent Burns (18:38) James Neal (19:18) | Amalie Arena, Tampa, Florida Zuschauer: 19.022 |

| 28. Januar 2018 17:00 Uhr | Team Atlantic Auston Matthews (5:30) Nikita Kutscherow (8:27) Nikita Kutscherow (12:13) Brayden Point (14:33) Jack Eichel (16:40) Brad Marchand (17:41) Nikita Kutscherow (17:56) | 7:4 (2:3, 5:1) Spielbericht | Team Metropolitan Sidney Crosby (1:09) Claude Giroux (7:43) Alexander Owetschkin (8:16) Kris Letang (13:17) | Amalie Arena, Tampa, Florida Zuschauer: 19.022 |

### Finale
| 28. Januar 2018 18:30 Uhr | Team Atlantic Mike Green (6:08) Mike Green (13:26) | 2:5 (1:3, 1:2) Spielbericht | Team Pacific Rickard Rakell (0:59) Brock Boeser (5:05) Drew Doughty (8:35) Johnny Gaudreau (11:51) Rickard Rakell (17:24) | Amalie Arena, Tampa, Florida Zuschauer: 19.022 |